# Юделевич, Александр Исаакович
Юделевич, Александр Исаакович (27 июля 1925 года, Ленинград — 15 октября 2002 года, Калининград) — советский и российский историк-антиковед. Кандидат исторических наук (1951), профессор (1994).
В центре его научного внимания была проблема кризиса Афинского полиса во второй половине V в. до н. э.

## Биография
А. И. Юделевич происходил из петербургской еврейской семьи, отец был инженером-экономистом. В школьные годы посещал кружок под руководством антиковеда М. Н. Ботвинника в Ленинградском Дворце пионеров. Во время Великой Отечественной войны работал на танковом заводе в Челябинске, там же начал учиться на историческом факультете Челябинского пединститута. В 1944 году с предприятием вернулся в Ленинград, где продолжил учёбу на историческом факультете пединститута имени А. И. Герцена (ЛГПИ). Там же в 1947—1950 годы обучался в аспирантуре под руководством С. И. Ковалёва и 26 апреля 1951 года защитил кандидатскую диссертацию на тему «Олигархический переворот 411 г. до н. э. в изложении Фукидида и Аристотеля». В 1951 году был направлен на работу в Калининградский государственный педагогический институт, где трудился с 1 марта 1951 до 2001 года.. В первые годы существования института А. И. Юделевич сдружился с преподавателями историко-филологического факультета вуза — А. М. Гаркави и Т. Л. Вульфович, дружба с которой продолжалась до середины 1970-х годов.
Осенью 1981 года исполнял обязанности заведующего кафедрой всеобщей истории Калининградского государственного университета. С 1994 года профессор кафедры зарубежной истории и международных отношений (ранее — кафедра всеобщей истории) исторического факультета Калининградского государственного университета. С 2001 года на пенсии, проживал в Калининграде.
За пятьдесят лет своей работы в вузе А. И. Юделевич читал много дисциплин для студентов-историков — общие курсы «История Древнего мира» («История Древнего Востока», «История Древней Греции и Рима»), сравнительная история мировых религий, а также специальные курсы по историографии и источниковедению античности, истории религии, ораторскому искусству античности. А. И. Юделевич возглавлял совет по истории и религии общества «Знание» и прочитал сотни лекций в трудовых коллективах и воинских частях Калининградской области.
В 1995 г. Указом Президента России лектору Калининградской областной организации общества «Знание» А.И. Юделевичу присвоено почетное звание Заслуженного работника культуры Российской Федерации.

## Семья
- Жена — Нора Григорьевна (урождённая Еремеева), дочь деятеля партии социалистов-революционеров Г. А. Еремеева (1889—?), арестованного по ошибочному подозрению в причастности к убийству В. Володарского[8] и несколько раз подвергавшегося репрессиям в 1920-х гг.[9] В 1922 г. фамилия Г.А. Еремеева была в «списке антисоветской интеллигенции г. Петрограда», составленном для высылки из России на «философском пароходе»[10], однако Г. А. Еремеев был выслан в Архангельскую область, где в 1926 г. арестован в третий раз, дальнейшая его судьба неизвестна[8].
  - Дочь — Ирина Александровна Андрианова, филолог, работала многие годы в Калининградском областном институте повышения квалификации работников образования. Внук — Александр Москалёв (род. 1986), организатор туристических поездок.

## Научный вклад
А. И. Юделевич опубликовал свыше 40 научных и методических работ, преимущественно по истории Древней Греции.
В 1995 г. он так вспоминал о своей диссертации:

«Предлагая тему научной работы, Сергей Иванович Ковалёв задал мне вопрос: в связи с олигархическим переворотом 411 года в Афинах чьи сведения правильнее – Фукидида или Аристотеля? В своей диссертации я доказал, что никаких противоречий между двумя этими авторами нет, что Аристотель говорит о событиях одного периода, а Фукидид – другого. Это положение в настоящий момент является общепризнанным в нашей исторической науке. Хотя еще в 1911 г. академик Жебелев писал, что вопрос о противоречиях между Фукидидом и Аристотелем вряд ли когда-либо будет разрешен».
К 50-летию профессиональной деятельности А.И. Юделевича итоги его научной работы были подведены в статье А.Д. Чумакова:

«Центральное место в его научных изысканиях заняла проблема кризиса Афинского полиса во второй половине V в. до н. э., основанная на кропотливом изучении античных авторов, и прежде всего – Фукидида и Аристотеля. Ряд статей А. И. Юделевича опубликован в ведущих международных сборниках ЛГУ (СПбГУ), Нижегородского и Саратовского университетов. Исследованиям Александра Исааковича присуща тщательность, изящность стиля, точность формулировок, доказательность выводов. Он не идет слепо за авторитетами в антиковедении, но учит уважительно относиться к наследию ученых-предшественников, вести аргументированную полемику. Высокую оценку со стороны специалистов получили выступления А. И. Юделевича на конференциях и симпозиумах по проблемам античной истории, с которыми он выступал в ЛГУ (СПбГУ) и КГУ. Вот, в частности,  что пишет о значении работы А. И. Юделевича о социально-политических взглядах Фукидида известный антиковед, петербургский профессор Э. Д. Фролов:  
“Автор исследования, в отличие от своих предшественников, — в этом сильная сторона работы, — исходит из убеждения в необходимости приложения различных критериев в комплексе, то есть при оценке суждений Фукидида он принимает во внимание и внешнеполитический аспект, и социальный, и партийный, и личностный. Результатом является весьма убедительный вывод о  Фукидиде как представителе умеренно демократического лагеря,  вывод, с которым необходимо будет считаться при дальнейшем обращении к теме внутриполитического развития Афин в конце V в., как оно представляется в свете истории Фукидида”».
Научная значимость публикаций А.И. Юделевича подтверждается тем, что на его работы продолжают ссылаться современные российские историки, :300, :17,20, и филологи.

## Основные статьи
- К вопросу о хронологии некоторых событий социально-политической борьбы в Афинах в 411 г. до н. э. [статья написана 24.07.1950 г.] // Ученые записки Калининградского государственного педагогического института. Калининград: Изд-во газеты «Калининградская правда», 1957. Вып. 3. С. 167—182.
- К вопросу о постоянной и временной конституциях олигархов с 411 г. до н. э. // Ученые записки Калининградского государственного педагогического института. 1958. Вып. 4. С. 98—104.
- К вопросу о противоречиях «Истории» Фукидида и «Афинской политии» Аристотеля о народном собрании в Колоне // Ученые записки Калининградского государственного педагогического института. 1958. Вып. 4. С. 93—97.
- К вопросу о народном собрании в Колоне // Ученые записки Калининградского государственного педагогического института.  Калининград, 1959.
- К вопросу о постоянных и временных конституциях в Афинах // Ученые записки Калининградского государственного педагогического института. Калининград, 1959.
- К вопросу о хронологии речи Лисия «В защиту Полистрата» // Ученые записки Калининградского государственного педагогического института. 1962. Вып. 8. С.136—142.
- К вопросу о социально-политической борьбе на острове Хиос в 412—411 гг. до н. э. // Ученые записки Калининградского государственного университета. 1968. Вып.1. Общественные и историко-филологические науки. С. 79—93.
- К вопросу о социально-политических взглядах Фукидида // Социальная структура и политическая организация античного общества. Л., 1980. С. 75—104.
- К вопросу о социально-политических взглядах Фукидида // Античный полис. Л.: Изд-во ЛГУ, 1982.
- Идеологическая борьба и религия / Общество «Знание». Калининград, 1984.
- Подготовка олигархии 404 г. до н. э. (дело Клеофонта) // Город и государство в античном мире: Проблемы исторического развития:  Межвуз. сб. Л., 1987. С. 79—97.
- Социально-политическая борьба в Афинах в 405 г. до н. э.: Тез. всесоюз. конф. в ЛГУ // Вестник древней истории. 1987. №2 (См.: Печатнова Л.Г. Научная конференция "Проблемы античного полиса - VI" // ВДИ, 1987, № 2. С. 221).
- К предыстории олигархического переворота 404 г. до н. э. в Афинах // Античное общество и государство. Проблемы социально-политической истории. Межвуз. сб. Л.: Изд-во ЛГУ, 1988. С. 84—90.
- Подготовка олигархии 404 г. (устранение оппозиции умеренных) // Из истории античного общества. Горький: Изд-во Горьковского ун-та, 1988. С. 25—36.
- Дело Клеофонта // Город и государство в античном мире. Л.: Изд-во ЛГУ, 1990.
- Хронология важнейших событий социально-политической борьбы в Афинах в 411 г. до н. э. // Из истории античного общества. Нижний Новгород, 1991. С. 29—38.
- К вопросу о социально-политических взглядах Фукидида // Изучение и преподавание историографии в высшей школе / Калинингр. ун-т. Калининград, 1991. С. 13—19.
- Социально-политическая борьба в Афинах в 411 г. до н. э. // Материалы научной конференции Санкт-Петербургского университета. СПб., 1992.
- Кафедре зарубежной истории КГУ – 20 лет // Калининградские архивы: Материалы и исследования: науч. сб. Калининград: Янтарный сказ, 2000. Вып. 2. С. 226—227.